# Adalbert de Prusse (1811-1873)
Pour les articles homonymes, voir Adalbert de Prusse.
Adalbert de Prusse (de son nom complet Henri Guillaume Adalbert, en allemand Heinrich Wilhelm Adalbert), né le 29 octobre 1811 à Berlin et mort le 6 juin 1873 à Carlsbad en Autriche-Hongrie, est un militaire et explorateur prussien, prince et amiral de Prusse.

## Biographie
Fils du prince Frédéric Guillaume Charles et cousin de l'empereur Guillaume Ier d'Allemagne, il contribua à accroître la puissance navale de la Prusse, ainsi que celle de l'artillerie. Il fut nommé amiral en 1854.
Son journal sur ses voyages en Amérique du Sud est publié en 1857, Reise seiner koniglichen hoheit des prinzen adalbert von preussen nach brasilien : nach dem lagebuche seiner koniglichen hoheit mit hoschter genehmigung auszuglich (Berlin).
Alfred Edmund Brehm (1804-1884), ornithologue et pasteur luthérien, lui dédie en 1861 l'Aigle ibérique (Aquila adalberti).